# Базан, Пьер-Франсуа
Пьер-Франсуа Базан (фр. Pierre-François Basan; 23 октября 1723, Париж — 12 февраля 1797, там же) — французский гравёр, историк искусства, издатель гравюр и публицист, автор трёхтомного «Словаря гравёров» (1767). Мастер репродукционной гравюры в технике офорта.

## Биография
Пьер-Франсуа родился в семье виноторговца Клода-Пьера Базана и Николь Шарпизо; двоюродный брат его матери Этьен Фессар (1714—1774) был художником-гравёром, которому молодой Пьер-Франсуа был доверен для обучения рисованию и гравюре. Затем Пьер-Франсуа продолжил своё обучение у гравёра Жана Долле.
Базан основал в Париже большую мастерскую, из которой вышло более тысячи гравюр, сделанных по картинам лучших итальянских, фламандских и французских живописцев. С 1747 года он работал у издателя эстампов Мишеля Одьёвра, для которого выполнил многочисленные портреты. С 1750 по 1754 год он принимал участие в двух крупных проектах по репродукционной гравюре: в воспроизведении картин галереи графа Брюля в Дрездене и участии в гравировании иллюстраций к «Естественной истории» (Histoire naturelle, générale et particulière, 1749—1788, в 36 томах) графа Жоржа-Луи Леклерка де Бюффона.
В 1751 году Пьер-Франсуа женился на Мари Друэ, осиротевшей дочери шляпника из Анжера, опекуном которой был гравёр Ноэль Ле Мир. В семье родилось трое детей.

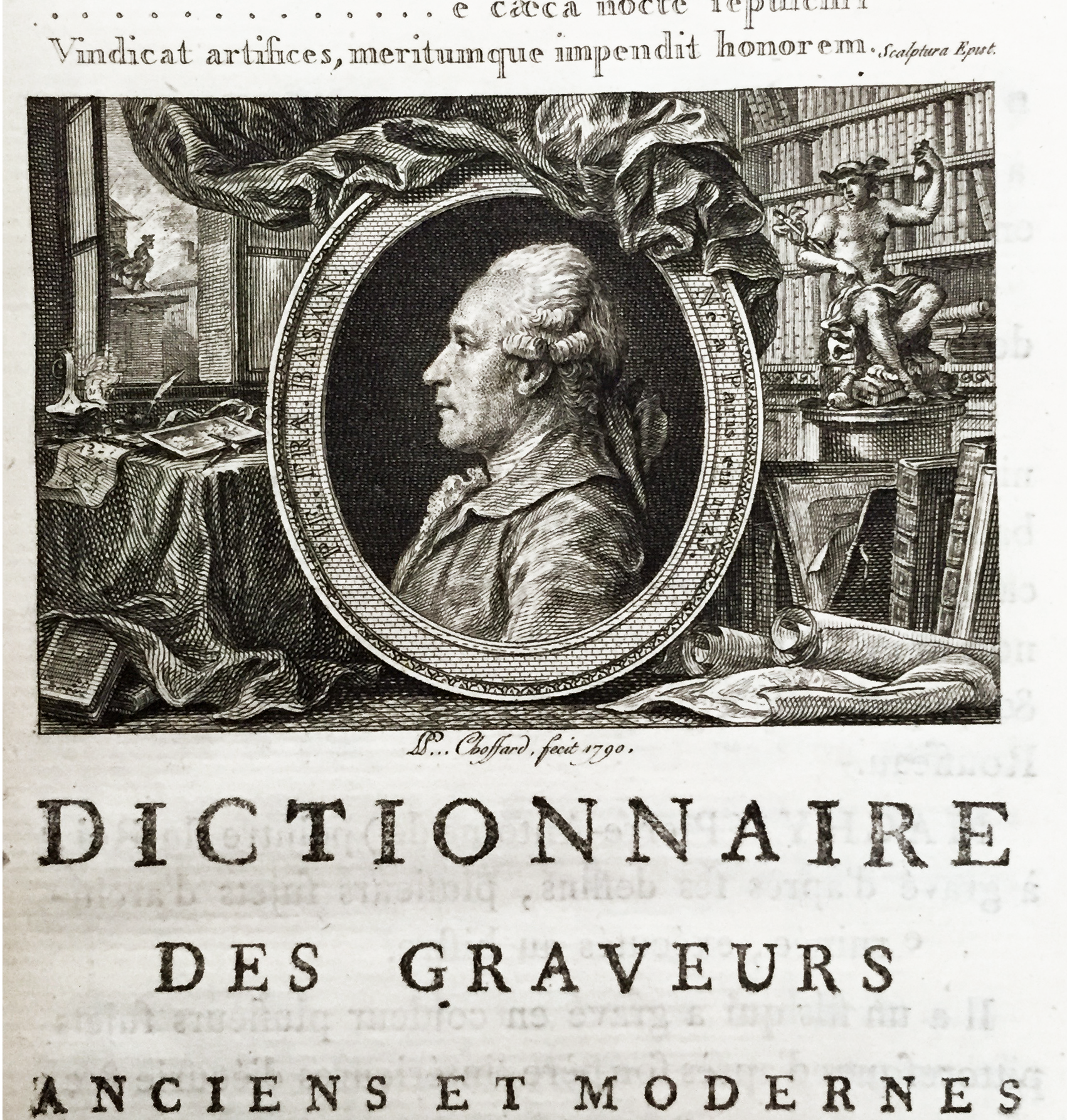
Портрет П.-Ф. Базана на фронтисписе «Словаря гравёров». 1790. Офорт

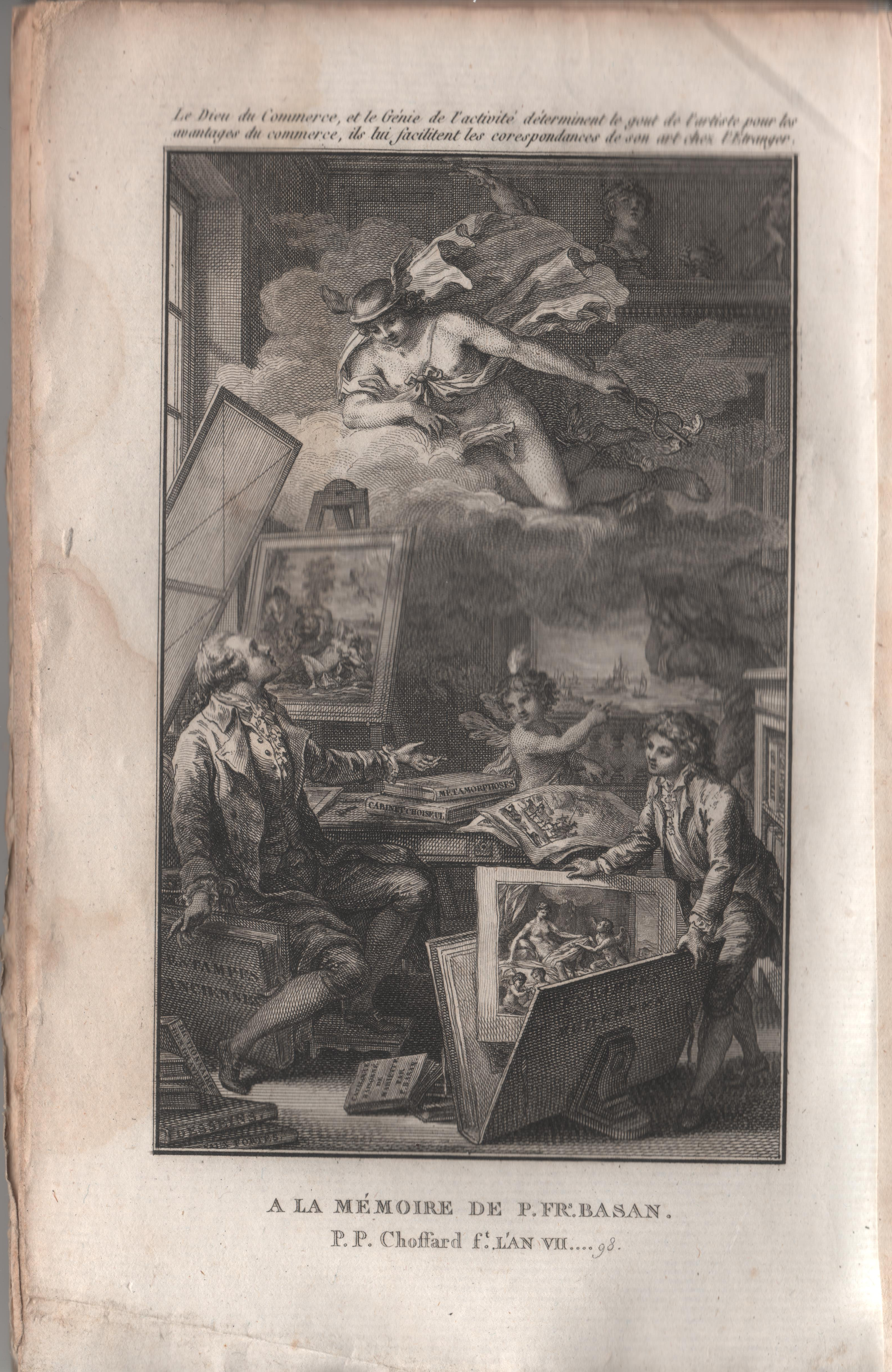
Каталог аукциона коллекции П.-Ф. Базана. Париж. 1798

После 1754 года Пьер-Франсуа почти полностью посвятил себя изданию и продаже гравюр; созданию общеевропейской коммерческой сети, действовавшей до 1788 года.
Облик издательского магазина Базана в Париже, несомненно идеализированный, известен по гравюре Пьера-Филиппа Шоффара «Магазин Базана в отеле Серпенте», виньетке, помещённой в начале каталога коллекции гравюр Анри-Луи Базана (до 1759 — около 1812), распространённой в 1802 году.
С 1761 по 1779 год Базан опубликовал шесть томов под названием «L’Œuvre de Basan», в которых собрал несколько сотен гравюр, воспроизводящих произведения знаменитых голландских, фламандских, французских, итальянских и немецких живописцев (его собственные гравюры занимают минимальное место). Он также собрал около пяти тысяч медных пластин, включая работы Рембрандта: в 1786 году приобрёл на аукционе французского коллекционера и гравёра Ватле семьдесят шесть оригинальных печатных медных досок офортов Рембрандта и впоследствии опубликовал работу «Собрание восьмидесяти пяти оригинальных гравюр… Рембрандта» (Recueil de quatre-vingt-cinq estampes originales, têtes, paysages, et différents sujets par Rembrandt: dessinées et gravées par Rembrandt, et trente cinq autres estampes, la plupart gravées d’après différentes pièces de ce célèbre artiste), которая публиковалась более столетия. Он публиковал эти и другие гравюры с 1789 по 1797 год в нескольких изданиях коллекции, известной как «коллекция Базана» (некоторые из медных гравюр Рембрандта были ретушированы неким Огюстом Жаном, «реставратором», работавшим на Базана). В XIX веке сын Базана, Анри-Луи, снова отретушировал пластины и в 1807—1808 годах опубликовал собственную коллекцию.
Совместно с издательством «Le Mire» Базан опубликовал с 1767 по 1771 год издание «Метаморфоз» Овидия в 4-х томах ин-кварто совместно с Жаном-Батистом Деспийи и Ноэлем-Жаком Писсо, сопровождавшееся биографией автора, написанной аббатом Гуже, и иллюстрированное лучшими граверами того времени. Он также опубликовал два сборника гравюр, репродуцирующих картины из частных коллекций: «Кабинет Шуазель» (1771) и «Кабинет Пулен» (1781).
Используя знания, полученные в этих проектах, Пьер-Франсуа Базан стал одним из самых востребованных знатоков гравюры в Париже, в том числе в области организации аукционов и составления каталогов: в частности, аукциона Мариетта (1775), аукциона Ж. Дансера Неймана (1776), аукциона маркиза де Менара (1782). Как писатель Базан известен своим «Словарём гравёров, старинных и современных» («Dictionnaire des graveurs anciens et modernes»; в 3 томах, Пар., 1767 г.; 2 изд., 2 т., 1789 г.; нов. изд. 2 т., 1809 г.).
В 1788 году Пьер-Франсуа потерял жену и отошёл от дел в конце 1789 года. Ему наследовали два его сына, Антуан-Симон-Фердинанд и Анри-Луи (семейное дело продолжалось до 1809 года). Пьер-Франсуа Базан скончался 12 января 1797 года. Его личная коллекция была распродана на аукционе в декабре 1798 года.
Бюст Базана, выполненный в терракоте скульптором Огюстеном Пажу, хранится в собрании Метрополитен-музея в Нью-Йорке.